# Żydowce-Klucz
Żydowce-Klucz – osiedle administracyjne Szczecina, będące jednostką pomocniczą miasta. Położone na Prawobrzeżu, w południowo-zachodnim skraju Szczecina.
Według danych z 4 maja 2010 w osiedlu na pobyt stały zameldowanych było 2455 osób.
Osiedle tworzą części: Żydowce (do 1945 niem. Sydowsaue) oraz Klucz.
Graniczy z Podjuchami, gminą Stare Czarnowo, gminą Gryfino i gminą Kołbaskowo. Znajdują się tam budynki nieczynnej już fabryki włókien sztucznych – Wiskord.
Komunikację z centrum miasta zapewniają linie autobusowe nr 64 oraz 66.

## Samorząd mieszkańców
Rada Osiedla Żydowce-Klucz liczy 15 członków. Samorząd osiedla Żydowce-Klucz został ustanowiony w 1990 roku.

### Dane statystyczne z wyborów do rady osiedla od 2003
| Data       | Liczba uprawnionych | Frekwencja |
| ---------- | ------------------- | ---------- |
| 13.04.2003 | 2 052               | 3,85%      |
| 20.05.2007 | 1 978               | 8,14%      |
| 22.05.2011 | 2 008               | 8,76%      |

## Zdjęcia Żydowiec

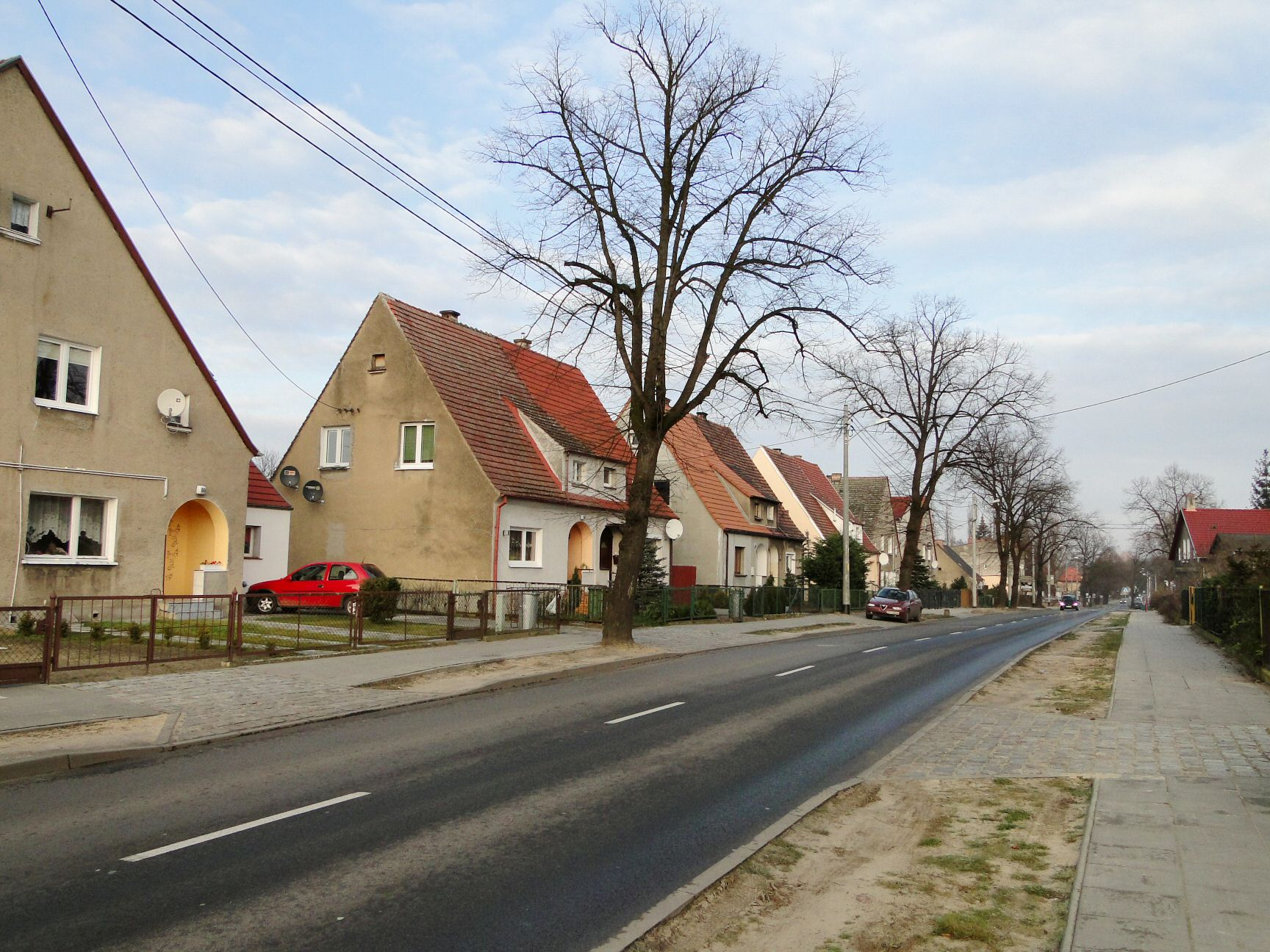
Ul. Romana Dmowskiego
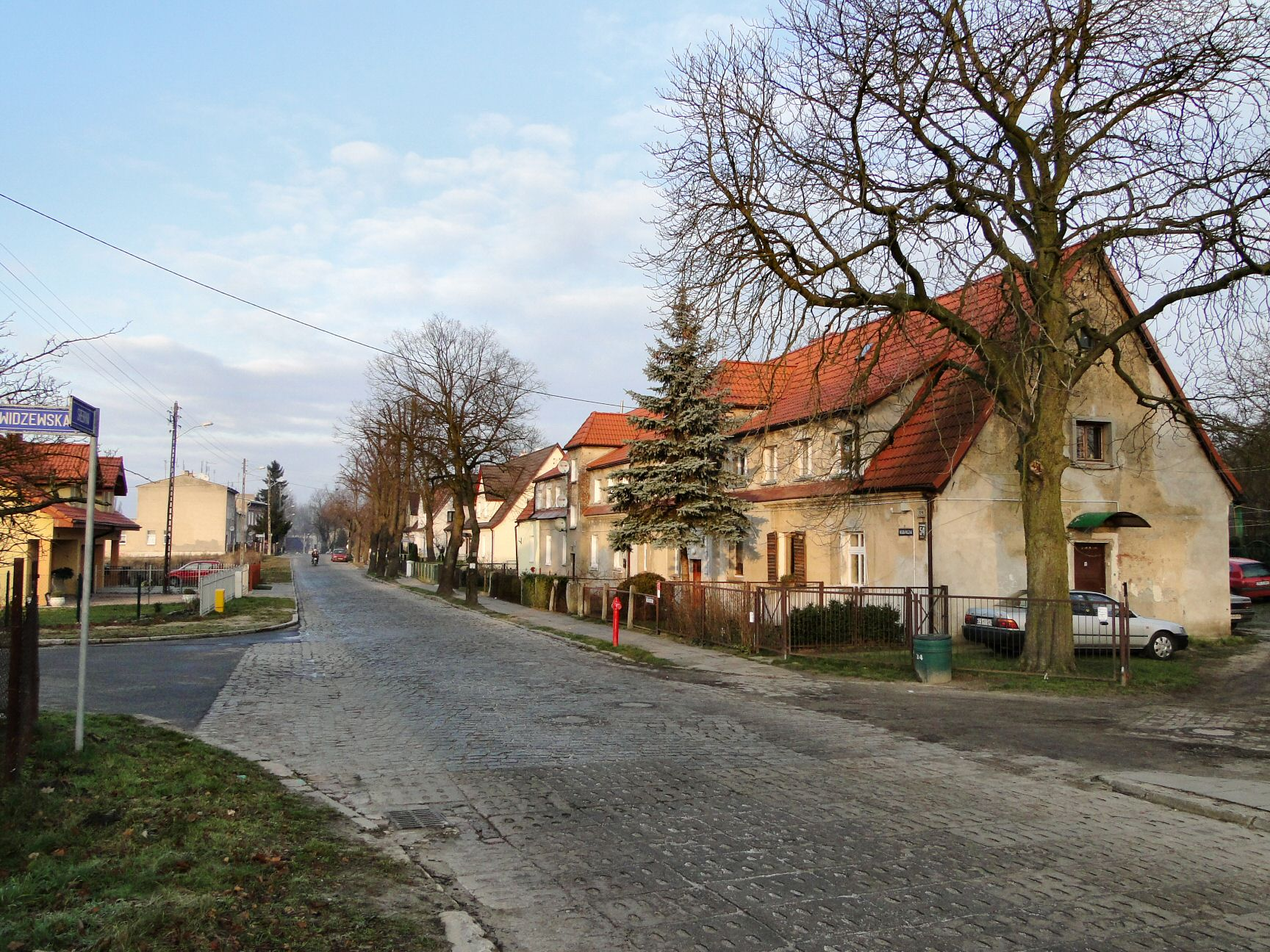
Ul. Mechaniczna
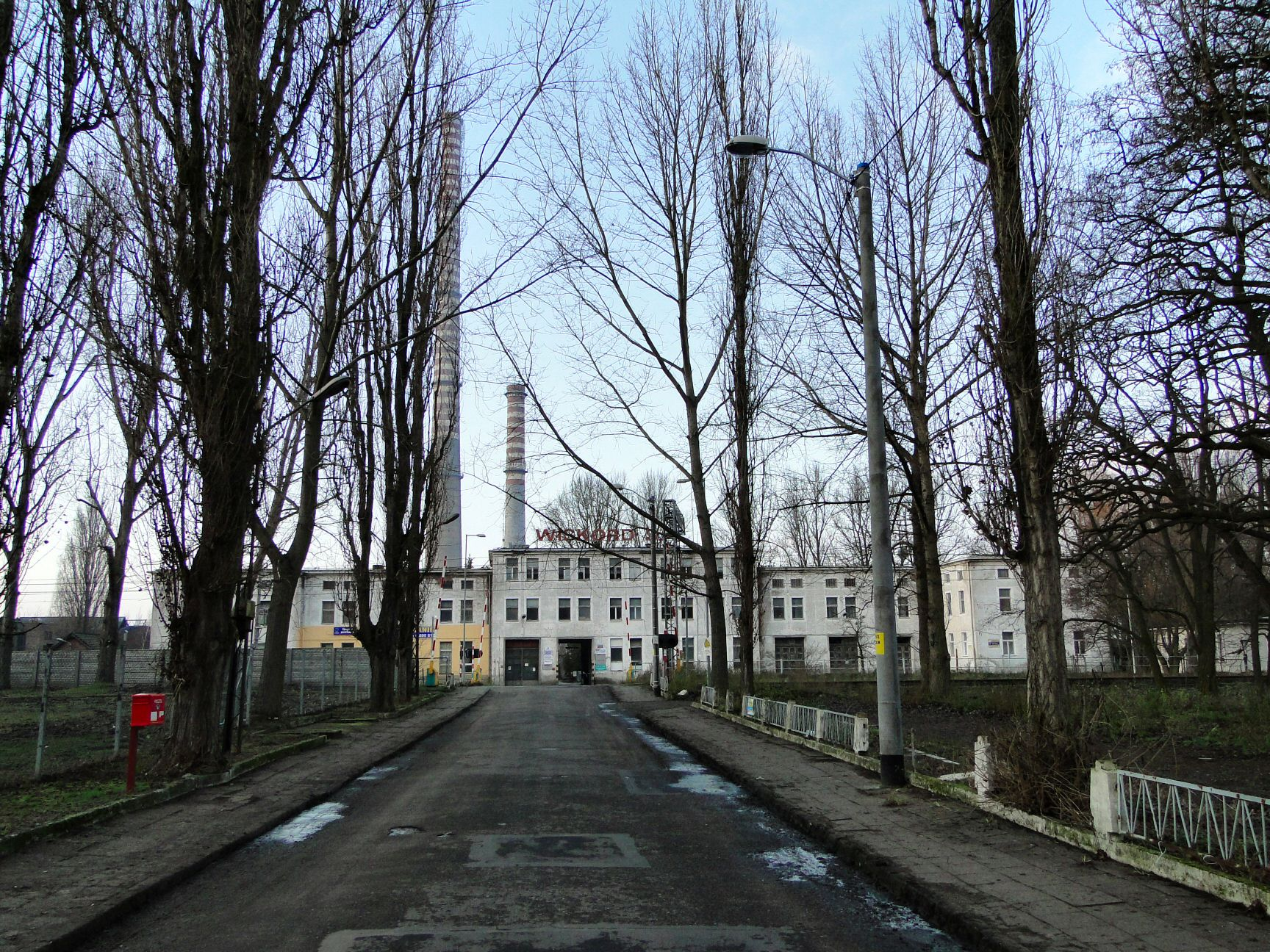
Dawne Zakłady „Wiskord”
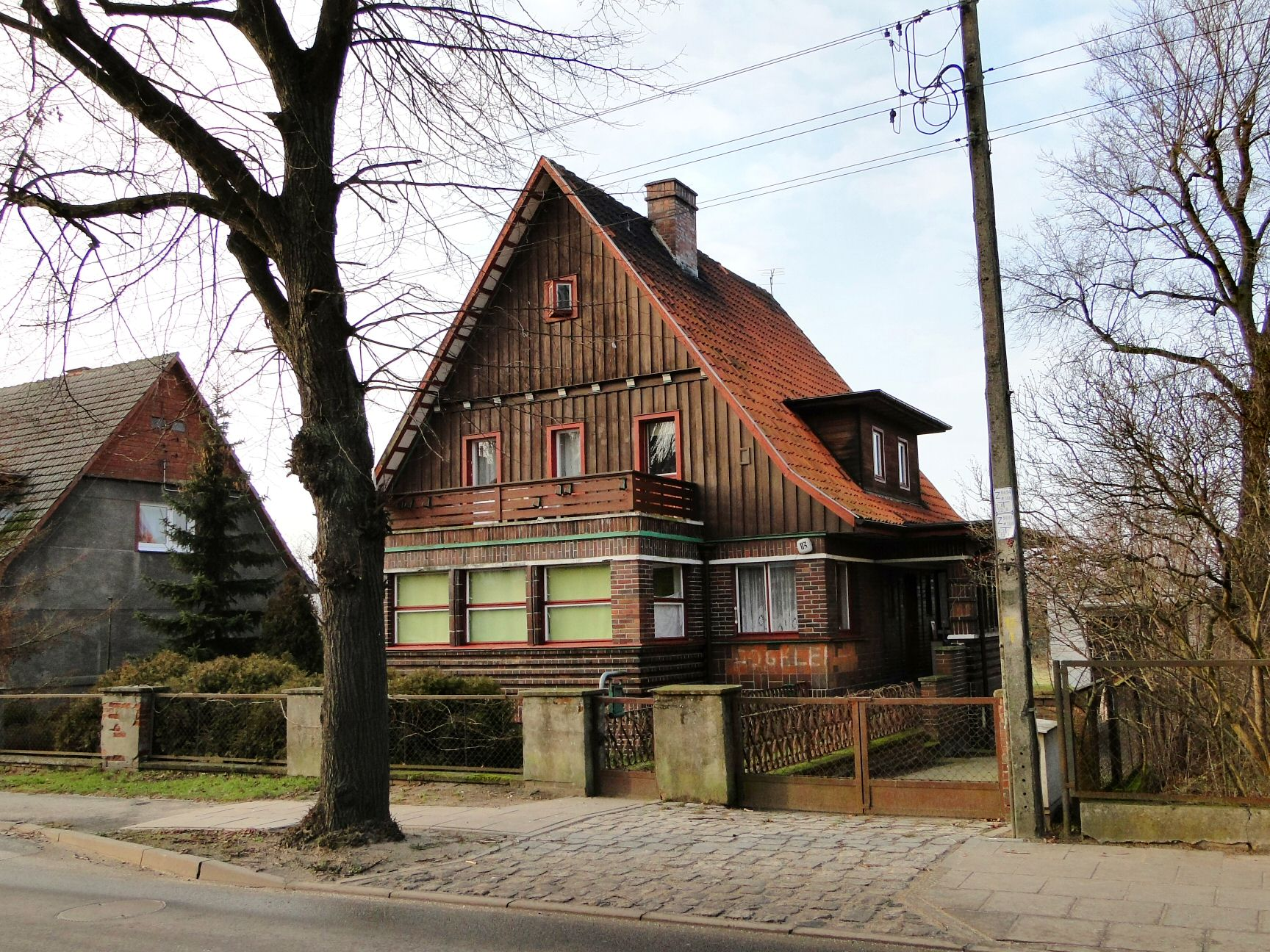
Willa przy ul. Romana Dmowskiego
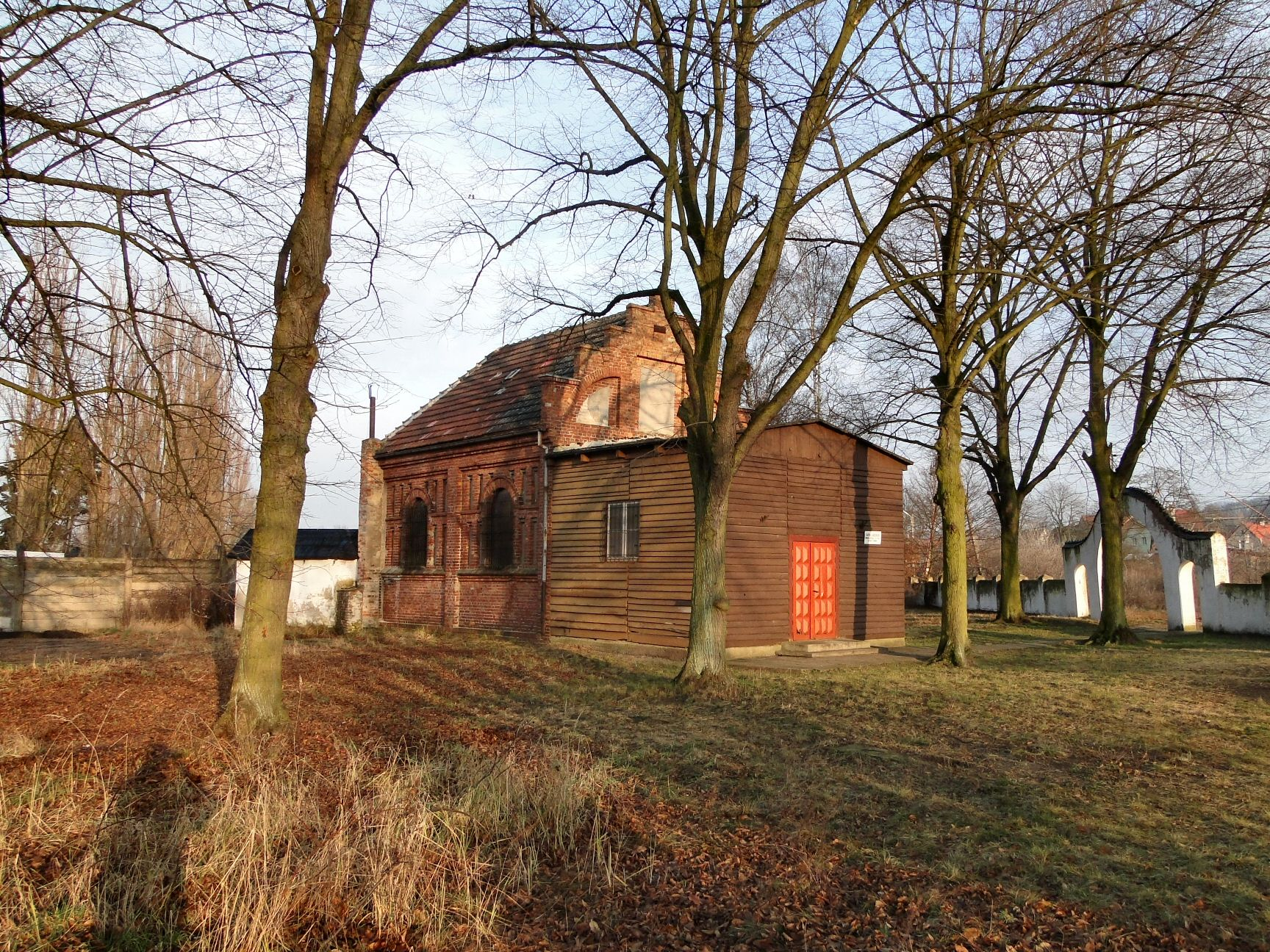
Kaplica cmentarna przy ul. Chocimskiej
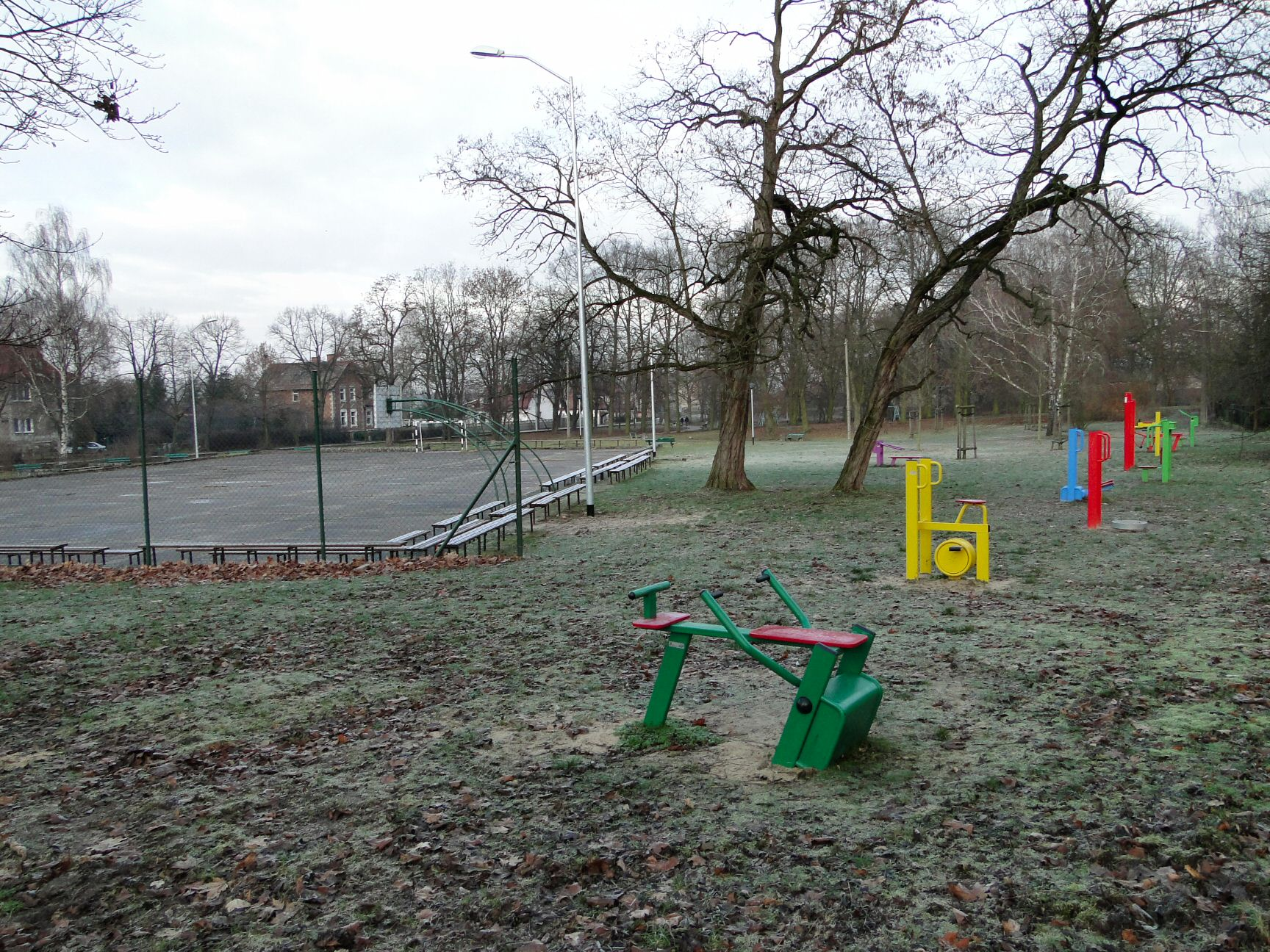
Tereny rekreacyjne przy ul Warsztatowej
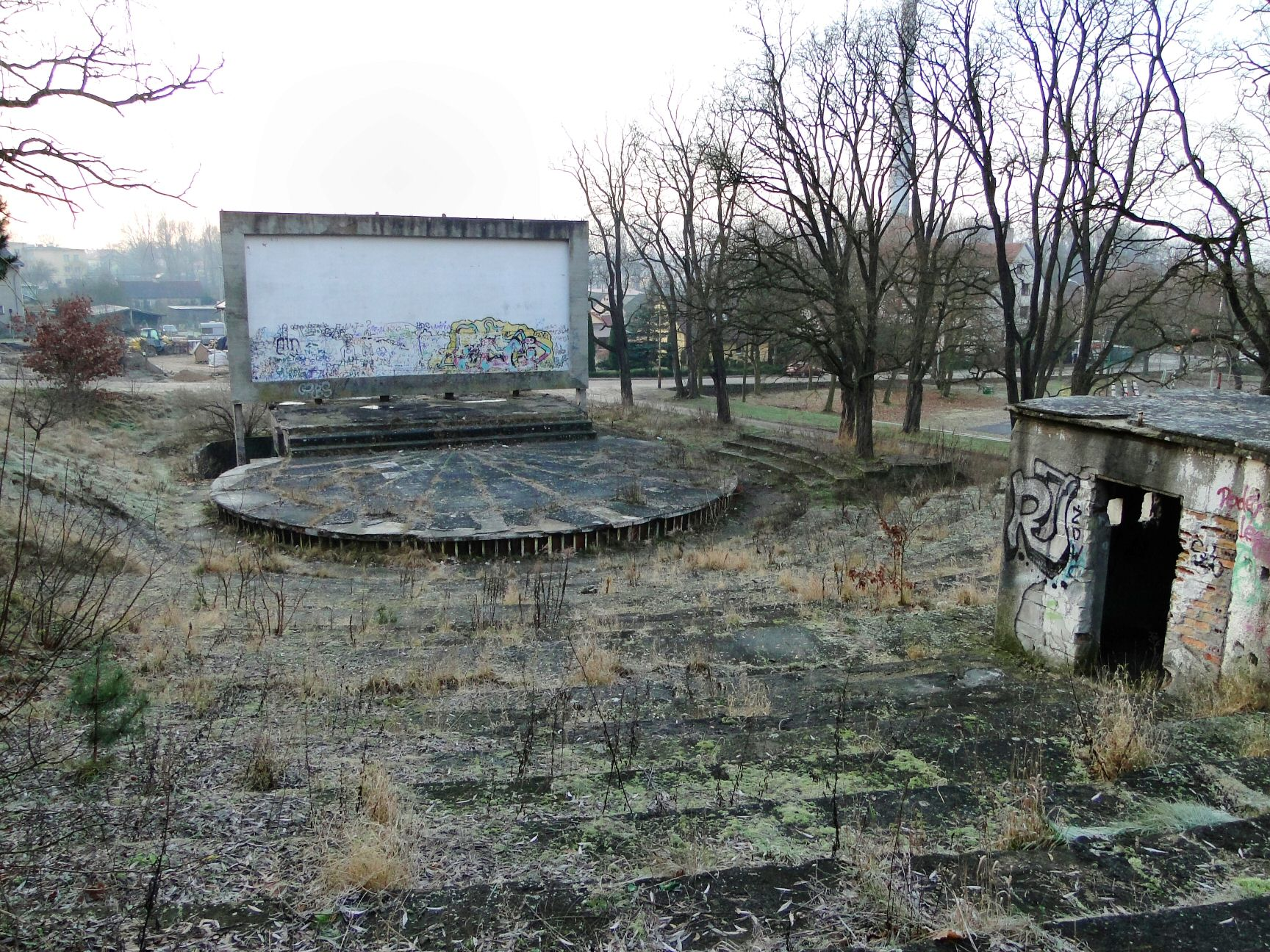
Ruina amfiteatru